# Cidades autônomas da Rússia
Cidade Autônoma ou Cidade Federal são entidades federais independentes dentro do Federação Russa. Existem três cidades autônomas na Rússia: Moscovo/Moscou (a capital da Federação), São Petersburgo e Sebastopol (na República da Crimeia).
| Mapa # | Nome            | Bandeira | Brasão de armas | Distrito federal | Região econômica | Área (km²) | População (est. 2014) |
| ------ | --------------- | -------- | --------------- | ---------------- | ---------------- | ---------- | --------------------- |
| 1      | Moscovo/Moscou  |          |                 | Central          | Central          | 2.500      | 12.111.194            |
| 2      | São Petersburgo |          |                 | Noroeste         | Noroeste         | 1.439      | 5.131.967             |
| 3      | Sevastopol      |          |                 | Sul              | (nenhuma)        | 864        | 381.400               |